# Philogène Auguste Joseph Duponchel
Philogène-Auguste-Joseph Duponchel (Valenciennes, 1774 - Parijs, 10 januari 1846) was een Frans militair en entomoloog. 

## Biografie
Hij trad in dienst bij het Franse leger op zestienjarige leeftijd en nam deel aan de campagnes van 1795 en 1796. Later had hij in Parijs een administratieve functie. In 1816 werd hij op rust gesteld omwille van zijn pro-Bonaparte-opvattingen. Hij wijdde zich daarna aan zijn passie: de studie van insecten, in het bijzonder van vlinders.
Na de dood van Jean-Baptiste Godart vervolledigde hij gedurende twaalf jaar diens standaardwerk Histoire naturelle des lépidoptères ou papillons de France, dat bestaat uit zeventien delen waarvan twaalf van de hand van Duponchel. Het laatste deel, een aanvulling, verscheen pas in 1842. Er zijn meer dan vierduizend vlindersoorten in beschreven.

## Werk
Duponchel beschreef verschillende vlindersoorten, waaronder de kosmopoliet, de zandblauwmot en de sesammot, evenals de familie Limacodidae.
Duponchel was mede-oprichter van de Société entomologique de France en werd in 1836 voorzitter van dit genootschap.
Het zwartsprietboswitje (Leptidea duponcheli) is naar hem genoemd, evenals het geslacht Duponchelia waartoe onder andere de duponcheliamot behoort.